# Radball-Weltcup 2019
Der Radball-Weltcup 2019 war die 18. Austragung des von der UCI veranstalteten Radball-Weltcups. Die regulären Weltcupturniere fanden vom 6. April bis zum 2. November statt, das Finale am 18. Januar 2020 in Möhlin. Patrick Schnetzer und Markus Bröll vom RC Höchst gewannen das Weltcup-Finale zum vierten Mal in Folge.

## Modus
Nicht weniger als fünf der sieben Turniere fanden in Deutschland statt. Ein Turnier in Japan war angedacht, wurde aber letztlich nicht ausgeführt. Dennoch kamen je ein Team aus Japan und aus Hongkong nach Europa, und die japanischen Vertreter nahmen am Finale teil. Diese Weltcup-Ausgabe sollte die letzte vor der Corona-Pandemie sein; der Weltcup 2020 fiel gänzlich aus, erst 2021 konnte wieder gespielt werden, wenngleich mit reduziertem Kalender.
Für den Weltcup waren je drei Teams aus den vier besten Nationen der letzten Weltmeisterschaft und zwei Teams aus der fünftplatzierten Nation qualifiziert. Aus allen weiteren Ländern war maximal ein Team teilnahmeberechtigt. Hinzu kamen noch die Teams, welche mit einer Wildcard des Veranstalters teilnehmen konnten.

## Turnier-Übersicht
| Turnier    | Austragungsort | Datum           | Gewinner             | Zweiter       | Dritter         |
| ---------- | -------------- | --------------- | -------------------- | ------------- | --------------- |
| 1. Turnier | Ailingen       | 6. April        | RC Höchst 1          | RMC Stein     | RMV Pfungen     |
| 2. Turnier | Albungen       | 27. April       | RV Obernfeld         | RV Dornbirn 1 | RMV Pfungen     |
| 3. Turnier | Mücheln        | 18. Mai         | RSV Sangerhausen U23 | SC Svitávka   | RV Dornbirn 1   |
| 4. Turnier | Großkoschen    | 31. August      | RC Höchst 1          | RMC Stein     | RSV Großkoschen |
| 5. Turnier | Niedermehnen   | 28. September   | RC Höchst 1          | RV Obernfeld  | RSV Waldrems    |
| 6. Turnier | St. Gallen     | 12. Oktober     | RMC Stein            | RMV Pfungen   | RS Altdorf 1    |
| 7. Turnier | Höchst         | 2. November     | RC Höchst 1          | RMC Stein     | RMV Pfungen     |
| Finale     | Möhlin         | 18. Januar 2020 | RC Höchst 1          | RMC Stein     | RV Obernfeld    |

## Punktestand
Für jedes Weltcupturnier wurden Weltcuppunkte vergeben. Nach den ersten sieben Turnieren wurden die Punkte jedes Teams addiert, und die acht Teams mit den meisten Punkten gelangten ins Finale. Dazu kam ein asiatisches Team sowie das Heimteam des Final-Veranstalters.
| Rang   | 1  | 2  | 3  | 4  | 5  | 6  | 7  | 8  | 9  | 10 |
| Punkte | 50 | 45 | 40 | 35 | 30 | 25 | 20 | 18 | 16 | 14 |

Der Punktestand entschied nur darüber, welche Teams ins Finale gelangten. Dort hatten jedoch alle Teams die Chance auf den Gesamtsieg.
Die mit gelb hinterlegten Teams waren fürs Finale qualifiziert. Rechts sind die Ränge bei den einzelnen Turnieren dargestellt.
| Rang | Team                 | Spieler             | Spieler              | Punkte | Deutschland    | Deutschland    | Deutschland    | Deutschland    | Deutschland    | Schweiz        | Osterreich     |
| ---- | -------------------- | ------------------- | -------------------- | ------ | -------------- | -------------- | -------------- | -------------- | -------------- | -------------- | -------------- |
| 1    | RC Höchst 1          | Patrick Schnetzer   | Markus Bröll         | 200    | Goldmedaille   | –              | –              | Goldmedaille   | Goldmedaille   | –              | Goldmedaille   |
| 2    | RMC Stein            | Gerhard Mlady       | Bernd Mlady          | 185    | Silbermedaille | –              | –              | Silbermedaille | –              | Goldmedaille   | Silbermedaille |
| 3    | RMV Pfungen          | Severin Waibel      | Benjamin Waibel      | 165    | Bronzemedaille | Bronzemedaille | –              | –              | –              | Silbermedaille | Bronzemedaille |
| 4    | RV Obernfeld         | André Kopp          | Raphael Kopp         | 160    | 5              | Goldmedaille   | –              | –              | Silbermedaille | –              | 4              |
| 5    | RV Dornbirn 1        | Kevin Bachmann      | Stefan Feurstein     | 150    | 4              | Silbermedaille | Bronzemedaille | –              | –              | 5              | –              |
| 6    | RSV Waldrems         | Marcel Schüle       | Björn Bootsmann      | 126    | –              | 4              | 9              | –              | Bronzemedaille | 4              | –              |
| 7    | RS Altdorf 1         | Roman Schneider     | Paul Looser          | 109    | 6              | –              | 10             | 5              | –              | Bronzemedaille | –              |
| 8    | VC Dorlisheim        | Quentin Seyfried    | Mathias Seyfried     | 105    | –              | 7              | –              | –              | 5              | 6              | 5              |
| 9    | SC Svitávka          | Jiří Hrdlička       | Pavel Loskot         | 104    | –              | –              | Silbermedaille | 6              | 8              | –              | 9              |
| 10   | TJ Sokol Zlín        | Ludvík Písek        | Miroslav Gottfried   | 99     | 10             | 5              | –              | 4              | 7              | –              | –              |
| 11   | RS Altdorf 2         | Beda Planzer        | Simon Marty          | 90     | –              | –              | 4              | 9              | 6              | –              | 10             |
| 12   | HZG Beringen         | Brecht Damen        | Niels Dirikx         | 81     | –              | 6              | 7              | –              | 9              | –              | 7              |
| 13   | RV Dornbirn 2        | Pascal Fontain      | Patrick Köck         | 77     | –              | 9              | 6              | 8              | –              | –              | 8              |
| 14   | MO Svitávka          | Pavel Vitula        | Pavel Richter        | 66     | 8              | 8              | –              | 10             | –              | 9              | –              |
| 15   | RSV Sangerhausen U23 | Max Rückschloss     | Eric Haedicke        | 50     | –              | –              | Goldmedaille   | –              | –              | –              | –              |
| 16   | RSV Großkoschen      | Norman Tuppatsch    | Tobias Kolba         | 40     | –              | –              | –              | Bronzemedaille | –              | –              | –              |
| 17   | RMV Mosnang 1 U23    | Roger Artho         | Manuel Mutti         | 36     | 9              | –              | –              | –              | –              | 7              | –              |
| 18   | RC Iserlohn          | Heiko Cordes        | Daniel Endrowait     | 35     | –              | –              | –              | –              | 4              | –              | –              |
| 19   | SC Svitávka U23      | Jiří Hrdlička jun.  | Roman Staňek         | 30     | –              | –              | 5              | –              | –              | –              | –              |
| 20   | RV Lustenau          | Martin Lingg        | Daniel König         | 25     | –              | –              | –              | –              | –              | –              | 6              |
| 21   | RVI Ailingen         | Michael Brugger     | Markus Lang          | 20     | 7              | –              | –              | –              | –              | –              | –              |
| 22   | RMV Mosnang 2 U23    | Björn Vogel         | Rafael Artho         | 20     | –              | –              | –              | 7              | –              | –              | –              |
| 23   | VC Ruggell           | Lukas Schönenberger | Markus Schönenberger | 18     | –              | –              | –              | –              | –              | 8              | –              |
| 24   | VfH Mücheln          | Dominic Espen       | Marc Wöllner         | 18     | –              | –              | 8              | –              | –              | –              | –              |
| 25   | RVE Albungen         | David Stübner       | Florian Bangel       | 14     | –              | 10             | –              | –              | –              | –              | –              |
| 26   | MH2 Hongkong         | Wing Tai Max Ho     | Chun Hin Kwan        | 14     | –              | –              | –              | –              | 10             | –              | –              |
| 27   | CC Tachikawa         | Ko Matsuda          | Riku Akatsu          | 14     | –              | –              | –              | –              | –              | 10             | –              |

## Weltcup-Finale
Die Wildcard im Finale erhielt das heimische Team des VCR Möhlin. Vertreter Asiens im Finale war CC Tachikawa. Mit dem VC Dorlisheim hatte sich erstmals in der Geschichte des Weltcups eine französische Mannschaft für das Finale qualifiziert.
Die zehn Teams wurden in zwei Fünfer-Gruppen unterteilt, innerhalb derer jeder gegen jeden spielte. Danach spielten die Fünftplatzierten der beiden Gruppen um Rang 9 und 10, die beiden Viertplatzierten um Rang 7 und 8 und die beiden Drittplatzierten um Rang 5 und 6. Die Sieger der beiden Gruppen spielten im Halbfinale gegen den Zweitplatzierten der anderen Gruppe um einen Finalplatz. Die Verlierer der beiden Halbfinale spielten um Rang 3 und 4 und die beiden Gewinner um den Gesamtweltcup-Sieg.

### Vorrunde

#### Gruppe 1
| Rang | Team         | HÖC   | OBE    | WAL   | ALT   | MÖH    | S | U | N | Tore  | Punkte |
| ---- | ------------ | ----- | ------ | ----- | ----- | ------ | - | - | - | ----- | ------ |
| 1    | RC Höchst 1  |       | 5 : 6  | 7 : 6 | 8 : 0 | 9 : 1  | 3 | 0 | 1 | 29:13 | 9      |
| 2    | RV Obernfeld | 6 : 5 |        | 3 : 3 | 4 : 6 | 12 : 3 | 2 | 1 | 1 | 25:17 | 7      |
| 3    | RSV Waldrems | 6 : 7 | 3 : 3  |       | 5 : 3 | 9 : 2  | 2 | 1 | 1 | 23:15 | 7      |
| 4    | RS Altdorf 1 | 0 : 8 | 6 : 4  | 3 : 5 |       | 4 : 0  | 2 | 0 | 2 | 13:17 | 6      |
| 5    | VCR Möhlin   | 1 : 9 | 3 : 12 | 2 : 9 | 0 : 4 |        | 0 | 0 | 4 | 6:34  | 0      |

4-Meter-Schießen um Platz 2: RV Obernfeld – RSV Waldrems 3 : 2

#### Gruppe 2
| Rang | Team          | STE    | PFU   | DBN   | DHM   | TAC    | S | U | N | Tore  | Punkte |
| ---- | ------------- | ------ | ----- | ----- | ----- | ------ | - | - | - | ----- | ------ |
| 1    | RMC Stein     |        | 7 : 3 | 6 : 4 | 9 : 2 | 11 : 4 | 4 | 0 | 0 | 33:13 | 12     |
| 2    | RMV Pfungen   | 3 : 7  |       | 4 : 1 | 3 : 2 | 7 : 1  | 3 | 0 | 1 | 17:11 | 9      |
| 3    | RV Dornbirn 1 | 4 : 6  | 1 : 4 |       | 5 : 3 | 5 : 0  | 2 | 0 | 2 | 15:13 | 6      |
| 4    | VC Dorlisheim | 2 : 9  | 2 : 3 | 3 : 5 |       | 7 : 2  | 1 | 0 | 3 | 14:19 | 3      |
| 5    | CC Tachikawa  | 4 : 11 | 1 : 7 | 0 : 5 | 2 : 7 |        | 0 | 0 | 4 | 7:30  | 0      |

### Finalrunde
| 1. Halbfinale           |   |               |                      |
| RC Höchst 1             | – | RMV Pfungen   | 11 : 4               |
| 2. Halbfinale           |   |               |                      |
| RV Obernfeld            | – | RMC Stein     | 4 : 4 (8 : 9 n. 4M.) |
| Spiel um Platz 9 und 10 |   |               |                      |
| VCR Möhlin              | – | CC Tachikawa  | 7 : 2                |
| Spiel um Platz 7 und 8  |   |               |                      |
| RS Altdorf 1            | – | VC Dorlisheim | 2 : 2 (4 : 6 n. 4M.) |
| Spiel um Platz 5 und 6  |   |               |                      |
| RSV Waldrems            | – | RV Dornbirn 1 | 6 : 4                |
| Spiel um Platz 3 und 4  |   |               |                      |
| RMV Pfungen             | – | RV Obernfeld  | 2 : 6                |
| Finale                  |   |               |                      |
| RC Höchst 1             | – | RMC Stein     | 9 : 1                |

### Endstand
| Rang           | Team          | Spieler           | Spieler             |
| -------------- | ------------- | ----------------- | ------------------- |
| Goldmedaille   | RC Höchst 1   | Patrick Schnetzer | Markus Bröll        |
| Silbermedaille | RMC Stein     | Gerhard Mlady     | Bernd Mlady         |
| Bronzemedaille | RV Obernfeld  | André Kopp        | Raphael Kopp        |
| 4              | RMV Pfungen   | Severin Waibel    | Benjamin Waibel     |
| 5              | RSV Waldrems  | Marcel Schüle     | Björn Bootsmann     |
| 6              | RV Dornbirn 1 | Pascal Fontain    | Stefan Feurstein    |
| 7              | VC Dorlisheim | Quentin Seyfried  | Mathias Seyfried    |
| 8              | RS Altdorf 1  | Roman Schneider   | Paul Looser         |
| 9              | VCR Möhlin    | Nick Metzger      | Stefan Lützelschwab |
| 10             | CC Tachikawa  | Ko Matsuda        | Riku Akatsu         |